# 柳比夫卡 (克拉斯諾庫特西克區)
50°0′57″N 35°3′36″E / 50.01583°N 35.06000°E
柳比夫卡（烏克蘭語：Любівка）是位於烏克蘭東部的村莊，由哈爾科夫州博霍杜希夫區的克拉斯諾庫特斯克市鎮負責管轄。該村始建於1700年，面積4.31平方公里，海拔高度110米，2001年人口878，人口密度每平方公里203.7人。